# Cubo-futurisme

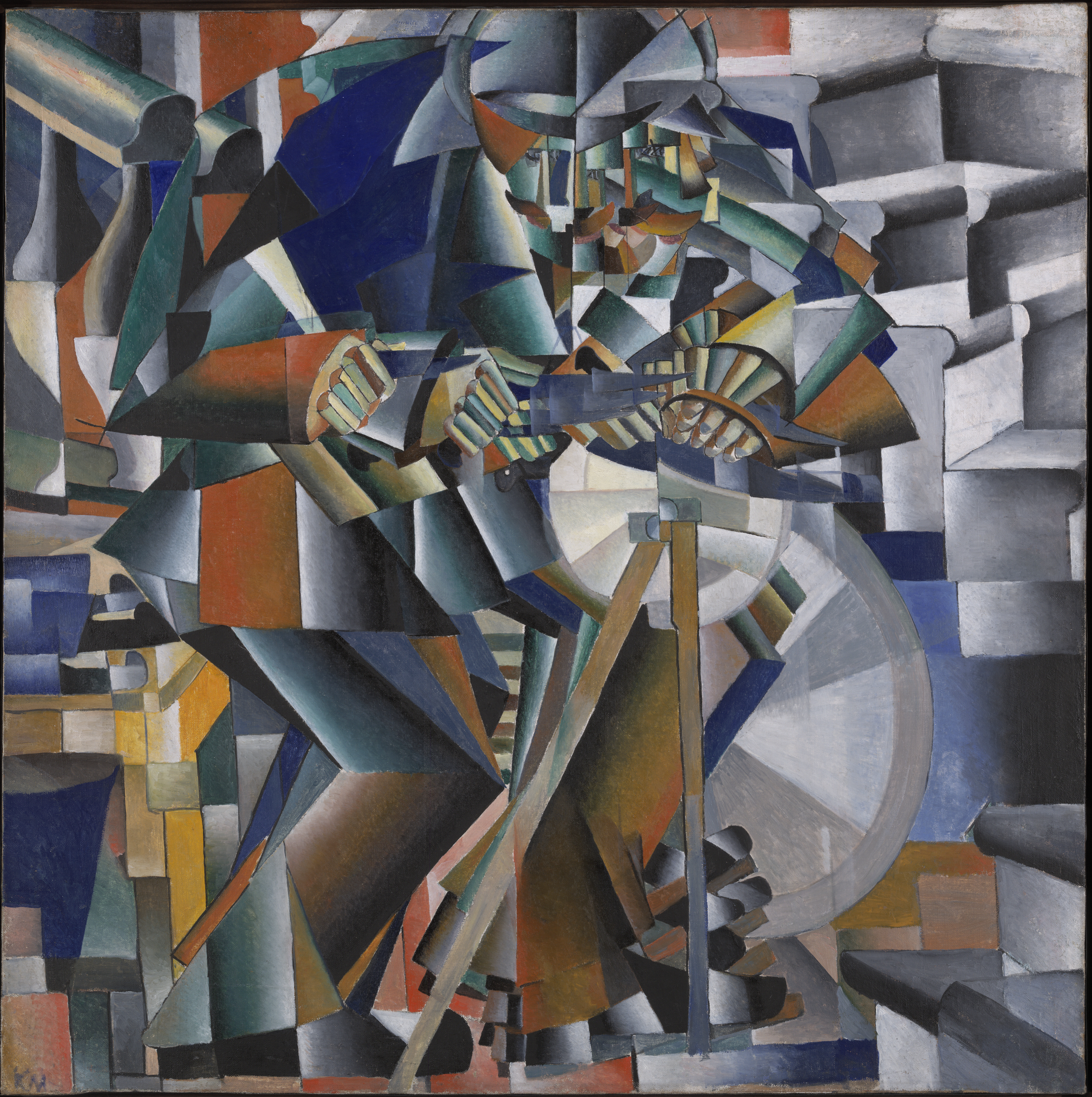
Le Rémouleur de Kazimir Malevitch (1912 ou 1913).

Le cubo-futurisme (en russe : кубофутуризм) est le mouvement artistique qui,
développé au sein des futuristes russes au début du XXe siècle (1910-1915),
combine les influences du futurisme italien et celles du cubisme analytique français
.
La grande majorité des futuristes russes s'en réclament alors, notammant ceux du Valet de Carreau et  Lioubov Popova, notamment Portrait d'un philosophe, peint en 1915.
Le cubo-futurisme va conduire à l'abstraction et au constructivisme. Une évolution de l'architecture s'en ressentira aussi.[réf. souhaitée]
Le terme « cubo-futurisme » est forgé par la critique parisienne lors du Salon de la Section d'Or de 1912 et qualifie notamment les artistes du « groupe de Puteaux » ou le ballet Parade créé par Picasso, Satie et Cocteau.
La russophone Alexandra Exter introduit le terme en Russie, après avoir partagé l’atelier parisien d'Ardengo Soffici.